# Safrol
Safrol är en fenylpropen som utgör cirka 80 % av sassafrasolja och som för övrigt förekommer i avsevärda mängder i kamferolja samt i enstaka andra eteriska oljor.

## Framställning
Safrol har vanligen framställts av japansk kamferolja som en färglös eller svagt gulaktig vätska, som vid avkylning stelnar till en vit kristallmassa.
Ämnet kan även framställas syntetiskt som andra närliggande metylendioxiföreningar.

## Användning
Safrol har doft som sassafrasolja och används tekniskt till exempel som tvålparfym och som råvara vid tillverkning av heliotropin.
Safrol har också en naturlig funktion som insektsgift i många växtarter och spelar också roll för syntetisk framställning av bekämpningsmedel och andra kemiska industriprodukter, vilket idag är det huvudsakliga användningsområdet.
Safrol är också en vanlig prekursor (grundsubstans) för att tillverka MDMA, vilket har medfört att FN har tagit med den på listan över narkotikaprekursorer tabell I i Narkotikabrottskonventionen samt i EU/EEG artikel nr 273/2004 av den 11 februari 2004 över kategori 1 narkotikaprekursorer. 